# Octava de rugăciune pentru unirea creștinilor

## Istoria mișcării
Date de referință în istoria rugăciunii pentru
Unitatea Creștinilor
cca. 1740  - în Scoția a luat ființă o mișcare penticostală cu legături în America de Nord; această mișcare adresa tuturor mesajul de reînnoire a credinței pentru care invita la rugăciune pentru și în comuniune cu toate bisericile.
1820 –  reverendul James Haldane Stewart a publicat “Sugestii pentru unirea generală a creștinilor prin revărsarea Duhului Sfânt” (“Hints for the General Union of Christians for the Outpouring of the Spirit”). 
1840  - reverendul Ignatius Spencer, anglican, care mai apoi a intrat în comuniune deplină cu Biserica Romei, a propus instituirea “Uniunii de rugăciune pentru unitate”. 
1867  - în Preambulele rezoluțiilor sale, la prima întrunire a episcopilor anglicani de la Lambeth sublinia importanța rugăciunii pentru unitatea creștinilor. 
1894  - Papa Leon al XIII-lea încuraja oficial “Octava de rugăciune pentru unitatea creștinilor” în contextul Rusaliilor (Penticostal). 
1908 - Celebrarea “Octavei de rugăciune pentru unitatea Bisericii” la inițiativa reverendului Paul Francisc Wattson, pastor și fiu de pastor anglican din America, care mai apoi a intrat în comuniune deplină cu Biserica Romei. 
1926 - Mișcarea catolică „Fede e Costituzione” (Credință și Constituțiune” începe publicarea „Sugestiilor pentru Octava de rugăciune pentru Unitatea Creștinilor”. 
1935  - în Franța, abatele Paul Couturier, promovează „Săptămâna universală de rugăciune pentru unitatea creștinilor”; discursul său se baza pe rugăciunea pentru “unitate voită de Isus și cu mijloacele voite de El”. 
1958 – Centrul “Unitatea creștină” din Lyon, Franța, începe pregătirea materialului pentru Săptămâna de rugăciune în colaborare cu comisia „Fede e Costituzione” a Consiliului ecumenic al bisericilor. 
1964 – La Ierusalim, papa Paul al VI-lea și patriarhul Athenagoras I s-au rugat împreună rugăciunea lui Isus “ca toți să fie una” (Evanghelia după Ioan 17, 21). 
1964 – Decretul asupra ecumenismului al Conciliului Vatican al II-lea, sublinia cu insistență că rugăciunea este sufletul mișcării ecumenice, și încurajează observarea și practicarea Săptămânii de rugăciunii pentru unitate. 
1966 – Comisia „Fede e Costituzione” a Consiliului ecumenic al bisericilor și Secretariatul pentru promovarea unității creștine (actualul Consiliu Pontifical pentru promovarea unității creștine) hotărăsc pregătirea, dimpreună an de an, textul oficial al rugăciunii pentru Săptămâna de rugăciune. 
1968 –Pentru prima oară Rugăciunea pentru unitatea creștină este celebrată în baza textului elaborat în colaborare de „Fede e Costituzione” și de Secretariatul pentru promovarea unității creștine (actualul Consiliu Pontifical pentru promovarea unității creștine). 
1975 – Pentru prima oară Rugăciunea pentru unitate se bazează pe un text pregătit de un grup ecumenic local din Australia; text care a fost supus comisiei „Fede e Costituzione” și a Secretariatului pentru promovarea unității creștine (actualul Consiliu Pontifical pentru promovarea unității creștine). 
1988 – Materialul pentru Săptămâna de rugăciune pentru unitate este folosit pentru celebrarea de inaugurare a întemeierii Federației creștine din Malaezia (The Christian Federation of Malaysia), organism de legătură între confesiunile creștine majore din țară. 
1996 – Textul este redactat cu participarea a două organizme ecumenice laice: Asociația creștină a tineretului masculin (YMCA) și Asociația creștină a tineretului feminin (YWCA).
2004 –A fost stipulat un acord care a ajutat foarte mult la întărirea colaborării dintre creștinii de diferite confesiuni: materialul pentru Săptămâna de rugăciune a fost redactat și publicat împreună, format unic pentru versiunile engleză și franceză; opera aparține comisiei „Fede e Costituzione” (Consiliul ecumenic al bisericilor) și Consiliului Pontifical pentru promovarea unității creștine (din partea Bisericii Catolice).
2006 – Va fi marcat de întrunirea ecumenică ce va avea loc la Sibiu, România.